# Khay cáp
Khay cáp tên tiếng Anh là "cable tray" hoặc "perforated cable tray", là hệ thống đỡ, lắp đặt các loại dây, cáp điện (có bọc cách điện).
Hệ thống khay cáp được dùng trong hệ thống dây, cáp điện trong các tòa nhà, xưởng sản xuất, chung cư...
Hệ thống khay cáp dùng để lắp đặt và bảo vệ các loại dây cáp phân phối điện hoặc dây cáp tín hiệu truyền thông.
Hệ thống khay cáp áp dụng cho việc quản lý cáp trong xây dựng thương mại và công nghiệp. Chúng đặc biệt hữu ích trong trường hợp thay đổi một hệ thống dây điện, vì dây cáp mới có thể được cài đặt bằng cách đặt chúng trong khay cáp thay vì lắp đặt thông qua một đường ống.
Vật liệu thường dùng làm khay cáp bao gồm: Thép sơn tĩnh điện, thép tấm mạ kẽm, thép mạ kẽm nhúng nóng, thép không rỉ (Inox), hợp kim nhôm hoặc composite.
Kích thước khay cáp:
- Chiều rộng phổ biến: 75 ÷ 800mm
- Chiều cao phổ biến: 50 ÷ 200mm
- Chiều dài phổ biến: 2440mm, 2500mm hoặc 3000mm
- Độ dày vật liệu phổ biến: 0.8mm, 1.0mm, 1.2mm, 1.5mm, 2.0mm và 2.5mm
- Màu sắc phổ biến: Trắng, kem, xám, cam hoặc màu của vật liệu

## Một số thuật ngữ khác

### Máng cáp
Máng cáp tên tiếng Anh là "trunking" hoặc "solid bottom cable tray", là hệ thống đỡ, lắp đặt các loại dây, cáp điện (có bọc cách điện). Đôi khi máng cáp còn dùng để đỡ các đường ống nhằm tăng tính thẩm mỹ.
Hệ thống máng cáp được dùng trong hệ thống dây, cáp điện trong các tòa nhà, xưởng sản xuất, chung cư...
Hệ thống máng cáp dùng để lắp đặt và bảo vệ các loại dây cáp phân phối điện hoặc dây cáp tín hiệu truyền thông.
Hệ thống máng cáp áp dụng cho việc quản lý cáp trong xây dựng thương mại và công nghiệp. Chúng đặc biệt hữu ích trong trường hợp thay đổi một hệ thống dây điện, vì dây cáp mới có thể được cài đặt bằng cách đặt chúng trong máng cáp thay vì lắp đặt thông qua một đường ống.
Vật liệu thường dùng làm máng cáp bao gồm: Thép sơn tĩnh điện, thép tấm mạ kẽm, thép mạ kẽm nhúng nóng, thép không rỉ (Inox), hợp kim nhôm hoặc composite.
Kích thước máng cáp:
- Chiều rộng phổ biến: 50 ÷ 600mm
- Chiều cao phổ biến: 40 ÷ 200mm
- Chiều dài phổ biến: 2440mm, 2500mm hoặc 3000mm
- Độ dày vật liệu phổ biến: 0.8mm, 1.0mm, 1.2mm, 1.5mm, 2.0mm và 2.5mm
- Màu sắc phổ biến: Trắng, kem, xám, cam hoặc màu của vật liệu

### Thang cáp
Thang cáp tên tiếng Anh là "cable ladder" hoặc "ladder type cable tray", là hệ thống đỡ, lắp đặt các loại dây, cáp điện (có bọc cách điện).
Hệ thống thang cáp được dùng trong hệ thống dây, cáp điện trong các tòa nhà, xưởng sản xuất, chung cư...
Hệ thống thang cáp dùng để lắp đặt và bảo vệ các loại dây cáp phân phối điện hoặc dây cáp tín hiệu truyền thông.
Hệ thống thang cáp áp dụng cho việc quản lý cáp trong xây dựng thương mại và công nghiệp. Chúng đặc biệt hữu ích trong trường hợp thay đổi một hệ thống dây điện, vì dây cáp mới có thể được cài đặt bằng cách đặt chúng trong thang cáp thay vì lắp đặt thông qua một đường ống.
Vật liệu thường dùng làm thang cáp bao gồm: Thép sơn tĩnh điện, thép tấm mạ kẽm, thép mạ kẽm nhúng nóng, thép không rỉ (Inox) hoặc hợp kim nhôm
Kích thước thang cáp:
- Chiều rộng phổ biến: 100 ÷ 1000mm
- Chiều cao phổ biến: 50 ÷ 200mm
- Chiều dài phổ biến: 2440mm, 2500mm hoặc 3000mm
- Độ dày vật liệu phổ biến: 1.0mm, 1.2mm, 1.5mm, 2.0mm và 2.5mm
- Màu sắc phổ biến: Trắng, kem, xám, cam hoặc màu của vật liệu